# Kanton Pleyben
Kanton Pleyben (fr. Canton de Pleyben) je francouzský kanton v departementu Finistère v regionu Bretaň. Skládá se z 10 obcí.

## Obce kantonu
- Brasparts
- Brennilis
- Le Cloître-Pleyben
- Gouézec
- Lannédern
- Lennon
- Loqueffret
- Lothey
- Pleyben
- Saint-Rivoal